# Availles-en-Châtellerault
Pour les articles homonymes, voir Availles et Châtellerault (homonymie).
Availles-en-Châtelleraut est une commune du Centre-Ouest de la France, située dans le département de la Vienne, en région Nouvelle-Aquitaine. Ses habitants se nomment les Availlais.
Commune membre de la Communauté d'agglomération Grand Châtellerault, elle compte 1 735 habitants sur une superficie de 1 546 hectares.
Availles est notamment réputé pour l'Huilerie Lépine, entreprise familiale datant du début du XIXème siècle.

## Géographie

### Situation géographie
Availles-en-Châtellerault est située à une dizaine de kilomètres de Châtellerault, ainsi qu'à une trentaine de kilomètres de Poitiers, ce qui la place à proximité de l'axe routier et ferroviaire Bordeaux - Paris. Elle est également proche du parc du Futuroscope.

### Communes limitrophes
|                  | Châtellerault               | Senillé-Saint-Sauveur |
| Cenon-sur-Vienne | d'Availles-en-Châtellerault |                       |
|                  | Vouneuil-sur-Vienne         | Monthoiron            |

### Quartiers
La commune d'Availles-en-Châtellerault est composé de plusieurs quartiers : Chabonne, le Plessis, les Savignés,...

### Religion
La commune d'Availles-en-Châtellerault possède deux églises, de culte catholique, dépendantes de la Paroisse Sainte-Thérèse de Lisieux en Châtelleraudais.

### Hydrographie
La commune est traversée par 4 km de cours d'eau, avec comme rivières principales la Vienne et l'Ozon pour une longueur identique de 2 km.

### Transports et voies de communications

#### Réseau routier
Les routes départementales 749 ainsi que 132 passe par le territoire communale.

#### Transports urbains
La commune est desservie par^:
- la ligne 13 du réseau de bus TAC ;
- les lignes V2, V4 et V5 permettant la liaison avec la commune de Vouneuil-sur-Vienne notamment pour le collège Camille Guérin.

### Climat
Pour des articles plus généraux, voir Climat de la Nouvelle-Aquitaine et Climat de la Vienne.
Historiquement, la commune est exposée à un climat océanique du nord-ouest.
En 2020, Météo-France publie une typologie des climats de la France métropolitaine dans laquelle la commune est exposée à un climat océanique altéré et est dans la région climatique Poitou-Charentes, caractérisée par un bon ensoleillement, particulièrement en été et des vents modérés.
Pour la période 1971-2000, la température annuelle moyenne est de 11,7 °C, avec une amplitude thermique annuelle de 14,9 °C. Le cumul annuel moyen de précipitations est de 680 mm, avec 10,7 jours de précipitations en janvier et 6,4 jours en juillet. Pour la période 1991-2020, la température moyenne annuelle observée sur la station météorologique la plus proche, située sur la commune de Lésigny à 17,64 km à vol d'oiseau, est de 12,1 °C et le cumul annuel moyen de précipitations est de 743,3 mm,. Pour l'avenir, les paramètres climatiques de la commune estimés pour 2050 selon différents scénarios d'émission de gaz à effet de serre sont consultables sur un site dédié publié par Météo-France en novembre 2022.

## Urbanisme

### Typologie
Au 1er janvier 2024, Availles-en-Châtellerault est catégorisée bourg rural, selon la nouvelle grille communale de densité à sept niveaux définie par l'Insee en 2022.
Elle est située hors unité urbaine. Par ailleurs la commune fait partie de l'aire d'attraction de Châtellerault, dont elle est une commune de la couronne,. Cette aire, qui regroupe 44 communes, est catégorisée dans les aires de 50 000 à moins de 200 000 habitants,.

### Occupation des sols
L'occupation des sols de la commune, telle qu'elle ressort de la base de données européenne d’occupation biophysique des sols Corine Land Cover (CLC), est marquée par l'importance des territoires agricoles (70,3 % en 2018), en diminution par rapport à 1990 (72,1 %). La répartition détaillée en 2018 est la suivante : 
terres arables (35,9 %), zones agricoles hétérogènes (27,2 %), forêts (22,7 %), prairies (7,2 %), zones urbanisées (6 %), eaux continentales (0,9 %). L'évolution de l’occupation des sols de la commune et de ses infrastructures peut être observée sur les différentes représentations cartographiques du territoire : la carte de Cassini (XVIIIe siècle), la carte d'état-major (1820-1866) et les cartes ou photos aériennes de l'IGN pour la période actuelle (1950 à aujourd'hui).

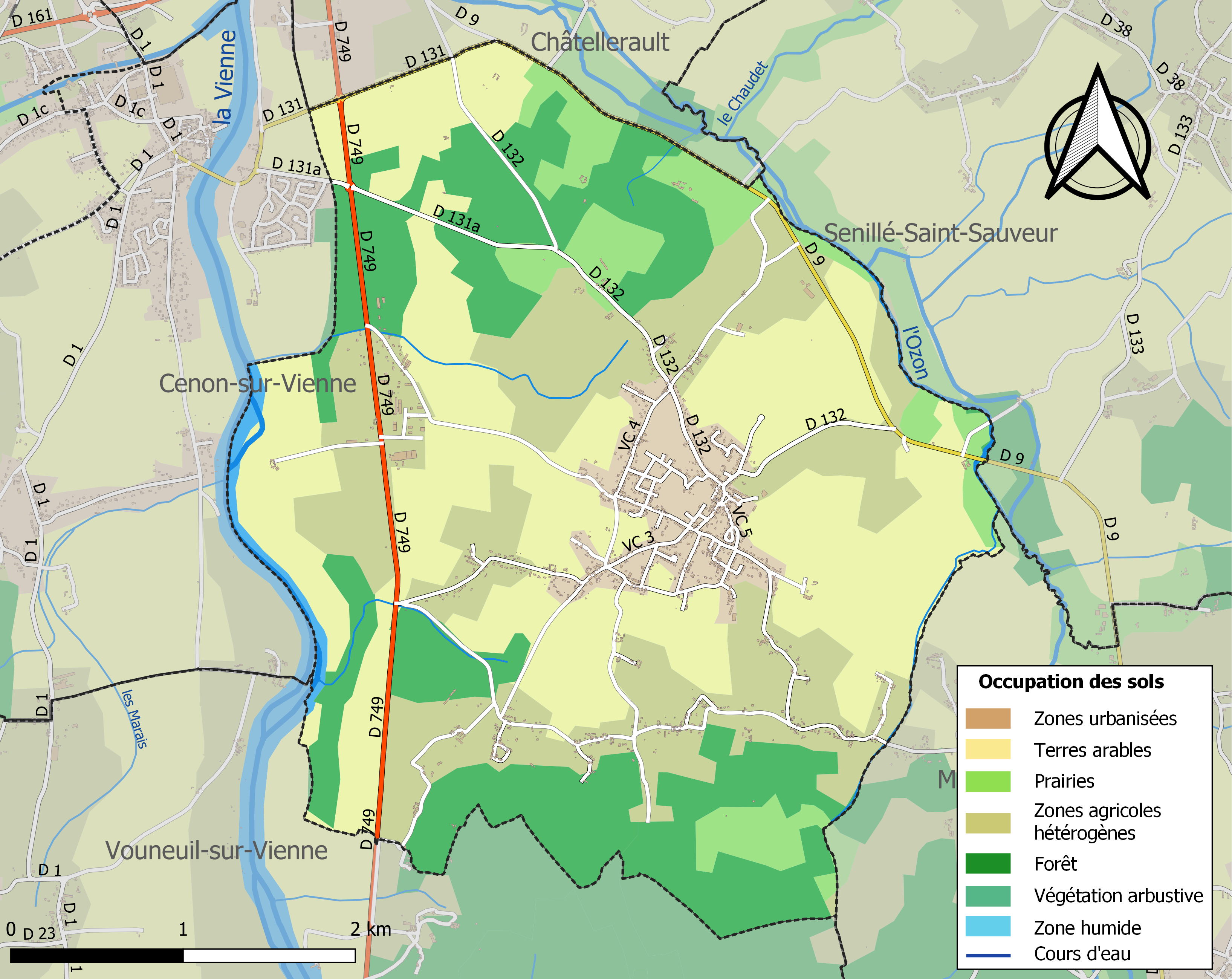
Carte des infrastructures et de l'occupation des sols de la commune en 2018 (CLC).

### Risques majeurs
Le territoire de la commune d'Availles-en-Châtellerault est vulnérable à différents aléas naturels : météorologiques (tempête, orage, neige, grand froid, canicule ou sécheresse), inondations, feux de forêts, mouvements de terrains et séisme (sismicité modérée). Il est également exposé à deux risques technologiques, le transport de matières dangereuses et la rupture d'un barrage. Un site publié par le BRGM permet d'évaluer simplement et rapidement les risques d'un bien localisé soit par son adresse soit par le numéro de sa parcelle.

#### Risques naturels
La commune fait partie du territoire à risques importants d'inondation (TRI) de Châtellerault, regroupant 17 communes concernées par un risque de débordement de la Vienne et du Clain. Les événements antérieurs à 2014 les plus significatifs pour la Vienne sont les crues de février 1698 (1 670 m3/s à Châtellerault), de juillet 1792 (1 520 m3/s), de mars 1913 (1 500 m3/s), de décembre 1944 (1 510 m3/s) et de janvier 1962 (1 500 m3/s). Les crues historiques du Clain sont celles de 1873 (330 m3/s à Poitiers) et de décembre 1982 (330 m3/s). Des cartes des surfaces inondables ont été établies pour trois scénarios : fréquent (crue de temps de retour de 10 ans à 30 ans), moyen (temps de retour de 100 ans à 300 ans) et extrême (temps de retour de l'ordre de 1 000 ans, qui met en défaut tout système de protection),. La commune a été reconnue en état de catastrophe naturelle au titre des dommages causés par les inondations et coulées de boue survenues en 1982, 1999 et 2010,. Le risque inondation est pris en compte dans l'aménagement du territoire de la commune par le biais du plan de prévention des risques inondation (PPRI) de la « vallée de la Vienne "médiane" - Section Chauvigny/Cenon-sur-Vienne », approuvé le 8 février 2007, dont le périmètre regroupe 8 communes.
Availles-en-Châtellerault est exposée au risque de feu de forêt. En 2014, le deuxième plan départemental de protection des forêts contre les incendies (PDPFCI) a été adopté pour la période 2015-2024. Les obligations légales de débroussaillement dans le département sont définies dans un arrêté préfectoral du 29 mai 2015,, celles relatives à l'emploi du feu et au brûlage des déchets verts le sont dans un arrêté permanent du 24 mai 2015,.

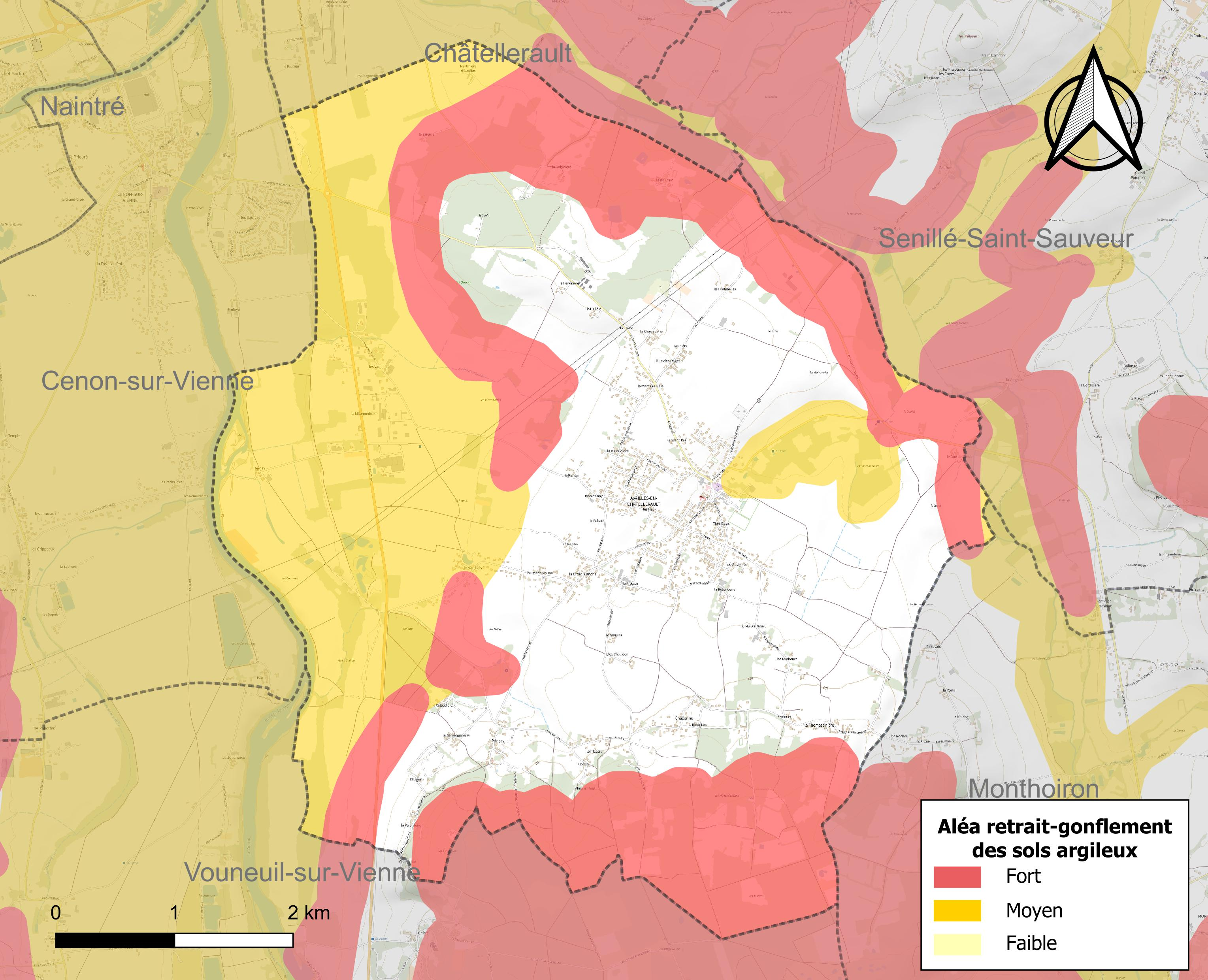
Carte des zones d'aléa retrait-gonflement des sols argileux d'Availles-en-Châtellerault.

Les mouvements de terrains susceptibles de se produire sur la commune sont des affaissements et effondrements liés aux cavités souterraines (hors mines) et des tassements différentiels. Afin de mieux appréhender le risque d’affaissement de terrain, un inventaire national permet de localiser les éventuelles cavités souterraines sur la commune. Le retrait-gonflement des sols argileux est susceptible d'engendrer des dommages importants aux bâtiments en cas d’alternance de périodes de sécheresse et de pluie. 56,8 % de la superficie communale est en aléa moyen ou fort (79,5 % au niveau départemental et 48,5 % au niveau national). Depuis le 1er octobre 2020, en application de la loi ÉLAN, différentes contraintes s'imposent aux vendeurs, maîtres d'ouvrages ou constructeurs de biens situés dans une zone classée en aléa moyen ou fort,.
La commune a été reconnue en état de catastrophe naturelle au titre des dommages causés par la sécheresse en 2003 et 2005 et par des mouvements de terrain en 1999 et 2010.

#### Risque technologique
La commune est en outre située en aval des barrages de Lavaud-Gelade et de Vassivière dans la Creuse, des ouvrages de classe A. À ce titre elle est susceptible d’être touchée par l’onde de submersion consécutive à la rupture d'un de ces ouvrages.

## Toponymie
La commune tirerait son nom du gaulois "aballo" qui signifie pomme. "en- Châtellerault" a été rajouté en 1967.

## Histoire

### Antiquité
Si la première trace d'Availles sur une carte datée aux alentours de 1038, (le village portait alors le nom d'Avaliacus), un sous-intendant militaire de Poitiers, également propriétaire du domaine de la Cataudière, découvrit en 1838 un tombeau gallo-romain. En soit, une telle découverte n'est pas rare, et notamment dans la région de la Vienne, où l'on trouve à l'époque de nombreux tombeaux plus ou moins décorés sur les bords de Vienne à Cenon-sur-Vienne, ou dans la région de Bonneuil-Matours. Mais cette découverte, qui suit en vérité une première découverte, quelque temps auparavant, et suffisamment pertinente pour que des recherches tentent de dater le tombeau : le sarcophage est joliment orné, recouvert de carreaux de terre cuite, décoré, et possède des coupes romaines ainsi qu'une médaille de Constantin, mais ce qui le rend unique est qu'il est constitué de bois, une technique bien plus ancienne que les tombeaux de pierre, fréquemment retrouvé. Après des recherches, et quand bien même qu'il fut impossible si le Constantin de la pièce retrouvée était Constantin Ier ou Constantin II, il fut permis de dire que le tombeau datait du milieu du IVe siècle.
Les tombes de la Cataudière furent par la suite fouillées, et les nombreuses richesses qu'elles contenaient, comme des cruches de l'époque romaine datant donc des alentours du IVe siècle, furent acquises ou vendues. Aujourd'hui, certaines cruches ou objets des tombes sont exposés au Musée Sainte-Croix, situé à Poitiers.
L'église centrale d'Availles, bien que la date de construction soit inconnue, figure déjà sur le premier acte où l'existence d'Availles et évoquée : elle est alors décrite comme "antiqua ecclesia"; une ancienne église donc, d'où le village d'Availles s'est progressivement développé.
L'église, qui était ainsi considérée comme ancienne dès le Moyen Âge, possède probablement ses origines de l'Antiquité et de l'Empire Romain : En effet, toute la partie occidentale du Lieu Religieux conserve des vestiges de portes romanes, et une porte gothique bouchée, demeure encore visible sur le mur nord, à la deuxième travée.

### Moyen Âge
La première mention du village date de 1123, quand est érigée l'église de Notre Dame d'Availles.
En 1180, Raoul de Faye, seigneur châtelleraudais et oncle d'Aliénor d'Aquitaine fit construire le Château de la Tour d'Oyré.
Dans le même temps, à Prinçay, se façonne l'ancêtre du Souterrain Refuge que nous connaissons aujourd'hui, dont la construction débute à partir du XIe siècle, comme le prouve plusieurs vestiges retrouvés, comme des fragments de céramique, des tuiles, des carreaux, des poteries, mais aussi un tuyaux d'aération datant des années 1000. À l'époque, les artisans et les personnes se terrant dans les souterrains emboitaient plusieurs poteries les unes sur les autres, formant ainsi un tuyaux, ce qui leur permettait de recevoir de l'air en provenance de la surface du sol.
L'Église de Sainte-Madeleine, aujourd'hui inscrite au patrimoine français, est fondée par les Seigneur de Chitré à la fin du XIIe siècle. Elle appartiendra à la cathédrale de Poitiers jusqu'à la Révolution, où elle devint alors un bien public, avant d'être vendu aux enchères en 1791 pour une centaine de francs. Elle est ainsi achetée par trois paroissiens, qui la conserveront en l'état de générations en générations jusqu'au 18 novembre 1818, lorsque le village de Prinçay, où l'église est originellement située, fusionne avec Availles. L'église devient ensuite une annexe de Notre Dame d'Availles.
À la fin du Moyen Âge, le Perron, pigeonnier profondément influencé par l'aura de René Descartes, est érigé. Seigneurie, la métairie de 600 boulins octroyait à son possesseur le statut de Seigneur, accompagné des privilèges qui allaient de grâce avec le titre. Même si le privilège de la noblesse fut aboli par la Révolution au cours de 1789, le lieu conserve toutefois une grande notoriété, en grande partie dû par le philosophe français René Descartes, qui y séjourna plusieurs fois au cours de sa vie, en étant le propriétaire héréditaire. L'universaliste, qui vendit le Perron avant la fin de sa vie, conservera toutefois le titre de "Seigneur du Perron", qu'il utilisa fréquemment jusqu'à sa mort, notamment pour signer des lettres ou des courriers.

### De 1456 à la Révolution
Le château de la Cataudière commence sa construction au cours des années 1660. Si l'histoire du château demeure assez floue et méconnue, c'est dans le domaine de la Cataudière que l'on trouvera les plus anciennes traces de civilisation à Availles, et c'est aussi dans le château que la Justice est faite pendant la période de la révolution : le Juge de la Paix de l'époque, Monsieur Delafond, en étant le propriétaire.
Joseph François Dupleix, gouverneur général de l'Inde française, fait construire ce qui est aujourd'hui le château de la Doubtière. À l'époque, le château se contentait seulement de la partie centrale que nous connaissons à présent. L'endroit, qui se fonde dabs la forêt environnante de Princay, accueillera par la suite de nombreux propriétaires aux métiers différents, comme le médecin Delphin Pingault en 1851, ou encore un éleveur de loup au début des années 1900.
La croix Fleuriau est érigée au Plessis, en l'honneur de Jeanne Fleuriau, une jeune fillette de 8 ans qui se serait, d'après la légende availlaise, noyée dans une fosse qui était apparue après l'extraction d'une pierre meulière. Le lieu est surtout connu pour avoir été le théâtre d'une violente bataille opposant des Gabelous à des contrebandiers de sel, le 9 octobre 1753,. Des jeunes gabelous de communes limitrophes (Senillé et targé), guidés par les lieutenants Luce Protais et Gonneau, se plantent à la Croix Fleuriau pour intercepter des contrebandiers qui grouillaient dans le Poitou, en raison du trafic de sel battant son plein dans l'Ouest grâce à l'Île de Ré. Les gabelous, au nombre total de sept, se firent prendre en embuscade à la tombée de la nuit par une cinquantaine de contrebandiers, juchés sur leurs chevaux. D'une violence inouïe, la bataille s'achèvera sur un bilan de douze morts, et il ne restera plus qu'un gabelou survivant, Moreau, qui était parvenu à fuir par la forêt pour alerter les secours. Les cadavres des jeunes soldats seront alors rapatriés et analysés : l'un avait le crâne ouvert, Protais avait vu sa mâchoire se faire broyer par l'ennemi, Gonneau s'était fait violemment étranglé avec un foulard. Si l'affaire eu un bruit naturellement retentissant dans les populations environnantes, aucun témoignage ne fut assez concordant et pertinent pour que l'on retrouve les auteurs de faits : et l'affaire fut rapidement classée sans suite.

### De la Révolution à nos jours
Avant sa réunion avec Availles, Prinçay connut cinq maires. Le premier maire de la petite commune, Charles Barreau, élu en 1789, se fit assassiner au cours de son mandat le 3 novembre 1796, produisant une véritable onde de choc, et devenant aussitôt l'un des sujets les plus médiatisés de l'époque, dans la région. L'homme se fit brutalement assassiné de plusieurs coups de couteau à même la rue, en rentrant d'une foire de Châtellerault. S'ensuivit une longue enquête policière, où la seule trace de l'assassin demeurait un morceau de tissu rouge, que le maire était parvenu à arracher de l'accoutrement de son assassin en se débattant. De fil en aiguilles, la police Châtelleraudaise remonta à la piste de Jean Grelu, un cabaretier d'Ozon qui avait en sa possession des chemises rouges, et qui avait vu de nombreuses fois vêtu de vêtements aux couleurs rosées. L'affaire s'envenime et des rumeurs se multiplient; l'affaire devient un véritable évènement et finit baptisée 'L'Affaire du Gilet Rouge'. L'enquête débouche alors sur un jugement houleux, durant lequel plusieurs dizaines de témoins se succèdent. Le verdict finit par être donné : Jean Grelu, qui était bel et bien le propriétaire de cette étoffe rouge, étant en réalité l'amant de la sulfureuse Hortense Deringère, l'épouse de Charles Barreau. Nombre de témoins décrivirent une femme mauvaise, infidèle, qui invitait directement dans le domaine de son mari son aimant, une fois que son époux partait au travail. L'on avait vu Hortense et Jean ensemble un peu partout, tantôt dans la rue, tantôt même dans des auberges. Et bientôt, une découverte flagrante finit d'achever le sorte de Grelu : l'une des auberges où le couple avait l'habitude de se retrouver s'était faite voler un couteau le matin même du meurtre : un couteau qui était l'arme du crime. Jean Grelu est aussitôt condamné à mort, et finit guillotiné. Hortense, quant à elle, sera inculpée pour complicité, mais évitera le même sort que son amant grâce à un appel désespéré qu'elle finira par emporter. Elle se mariera deux années plus tard avec un jeune homme, avec qui elle ira vivre une nouvelle vie en Indre et Loire.
En 1849, une pétition lancée par les habitants de Prinçay amorce une altercation diplomatique entre le maire de l'époque et la population. Depuis 1812, soit la date de fusion entre le village de Prinçay et d'Availles, le cimetière et l'église du village devenu hameaux sont vendus, et ainsi les princéens enterrent leurs morts à Availles. Mécontent, la population souhaite alors retrouver leur culte et leur cimetière, ce à quoi le maire s'oppose vivement. Le différend devient suffisamment important pour que la menace de scission devienne sérieusement abordée, mais le préfet termina par trancher pour le parti de Prinçay : ainsi le hameau obtient un nouveau cimetière, qui demeure toujours actuellement en état.
L'école de la commune est construite puis mise en service en 1957 sous l'impulsion du maire Roger Morin, architecte de profession. Le bâtiment sera ensuite baptisé de son nom. Roger Morin sera principalement souvenu comme maire pour avoir amélioré et construit les fondements du "nouvel Availles", comme l'atteste sa rénovation de la mairie.
En 1945, pour fêter la Libération et le retour de la République, un arbre de la liberté est planté.

## Politique et administration

### Prinçay
Prinçay a connu 5 maires avant sa fusion avec Availles par le décret du 18 novembre 1818.
- 1792-1798 Charles Barreau
- 1798-1799 Marc Tessier
- 1799-1800 "Delafond"
- 1800-1816 François-Joseph Millet (qui deviendra par la suite du décret de 1818 le Maire de la commune fusionnée Availles.

### Liste des maires
| Période | Période  | Identité                   | Étiquette | Qualité |
| ------- | -------- | -------------------------- | --------- | ------- |
| 1793    | 1799     | Jean-Pierre Fradin         |           |         |
| 1799    | 1799     | Aimé Moreau                |           |         |
| 1799    | 1807     | Pierre Gallais             |           |         |
| 1807    | 1813     | Pierre Philiponneau        |           |         |
| 1813    | 1818     | Alexis Bouchelier          |           |         |
| 1818    | 1831     | Joseph Millet              |           |         |
| 1831    | 1832     | Etienne Davaux             |           |         |
| 1832    | 1852     | Armand Chabot              |           |         |
| 1852    | 1871     | Alexandre Martineau        |           |         |
| 1871    | 1890     | Félix Barthelemy Champigny |           |         |
| 1890    | 1912     | Adrien Treuille            |           |         |
| 1912    | 1929     | Joseph Saiveau             |           |         |
| 1929    | 1935     | Alfred Cantin              |           |         |
| 1935    | 1959     | Maurice Treuille           |           |         |
| 1959    | 1991     | Roger Morin                |           |         |
| 1991    | 2008     | Jacky Peltier              |           |         |
| 2008    | 2018     | François Arnault           |           |         |
| 2018    | 2020     | Jean-Denis Vaslin          |           |         |
| 2020    | En cours | Bernard Biet               |           |         |

### Instances judiciaires et administratives
La commune relève du tribunal d'instance de Poitiers, du tribunal de grande instance de Poitiers, de la cour d'appel  Poitiers, du tribunal pour enfants de Poitiers, du conseil de prud'hommes de Poitiers, du tribunal de commerce de Poitiers, du tribunal administratif de Poitiers et de la cour administrative d'appel  de  Bordeaux, du tribunal des pensions de Poitiers, du tribunal des affaires de la Sécurité sociale de la Vienne, de la cour d’assises de la Vienne.

### Services publics
Les réformes successives de la Poste ont conduit à la fermeture de nombreux bureaux de poste ou à leur transformation en simple relais. Toutefois, la commune a pu maintenir le sien.

## Population et société

### Démographie
Selon l'usage et les principaux dictionnaires, le gentilé d'Availles-en-Châtelleraudais est Availlais.

#### Évolution démographique
L'évolution du nombre d'habitants est connue à travers les recensements de la population effectués dans la commune depuis 1793. Pour les communes de moins de 10 000 habitants, une enquête de recensement portant sur toute la population est réalisée tous les cinq ans, les populations de référence des années intermédiaires étant quant à elles estimées par interpolation ou extrapolation. Pour la commune, le premier recensement exhaustif entrant dans le cadre du nouveau dispositif a été réalisé en 2004.

En 2022, la commune comptait 1 738 habitants, en évolution de −1,59 % par rapport à 2016 (Vienne : +0,6 %, France hors Mayotte : +2,11 %).
| 1793 | 1800 | 1806 | 1821 | 1831 | 1836 | 1841 | 1846 | 1851 |
| ---- | ---- | ---- | ---- | ---- | ---- | ---- | ---- | ---- |
| 552  | 430  | 540  | 769  | 791  | 739  | 771  | 766  | 756  |

| 1856 | 1861 | 1866 | 1872 | 1876 | 1881 | 1886 | 1891 | 1896 |
| ---- | ---- | ---- | ---- | ---- | ---- | ---- | ---- | ---- |
| 738  | 794  | 765  | 680  | 693  | 700  | 714  | 682  | 702  |

| 1901 | 1906 | 1911 | 1921 | 1926 | 1931 | 1936 | 1946 | 1954 |
| ---- | ---- | ---- | ---- | ---- | ---- | ---- | ---- | ---- |
| 709  | 663  | 665  | 592  | 618  | 605  | 606  | 648  | 669  |

| 1962 | 1968 | 1975 | 1982  | 1990  | 1999  | 2004  | 2006  | 2009  |
| ---- | ---- | ---- | ----- | ----- | ----- | ----- | ----- | ----- |
| 685  | 680  | 902  | 1 066 | 1 175 | 1 226 | 1 365 | 1 459 | 1 581 |

| 2014  | 2019  | 2022  | - | - | - | - | - | - |
| ----- | ----- | ----- | - | - | - | - | - | - |
| 1 751 | 1 740 | 1 738 | - | - | - | - | - | - |

La densité de population de la commune est de 100 hab./km2. Celle du département est  de 61,5 hab./km2. Elle est de 69,1 hab./km² pour la région Poitou-Charentes et de 116,5 hab./km² pour la France métropolitaine (INSEE- Recensement de 2012).

### Enseignement
Le village d'Availles-en-Châtellerault possède une école depuis 1859, qui porte le nom du maire de l'époque, Roger Morin. Elle accueille les enfants et dispense une éducation de niveau primaire.

### Manifestations culturelles et festivités
- La Foire aux Ânes se tient chaque année, et durant laquelle se déroule notamment une course aux ânes.
- La Fête des battages, durant laquelle les tracteurs des différents agriculteurs du village et des alentours défilent dans les rues.
- La Poule au Pot, randonnée organisée par le club de cyclotourisme du village, parcours de VTT ainsi que de randonnées pédestres.
- La Journée du Patrimoine
- La section théâtre du village

### Santé
- Pharmacie
- Médecin généraliste.

### Sport
- Club de Cyclotourisme.
- Espérance d'Availles.

### Médias

#### Télévision régionale
France 3 Poitou-Charentes est la seule chaîne locale depuis la disparition de Villages tv en 2011. On peut la capter à Poitiers grâce au site TDF situé près de l'Hôpital des Champs. La chaîne régionale publique est située au 9 rue du Fief des Hausses.

#### Radios locales
Poitiers dispose de plusieurs radios locales, dont quatre associatives (catégorie A), deux commerciales (catégorie B), une nationale avec décrochages locaux (Catégorie C) et une publique :
- France Bleu Poitou (87.6 FM) est la radio locale publique émettant dans la Vienne et les Deux-Sèvres. Elle est arrivée en 2002 ;
- Forum (91.7 FM) est une radio régionale émettant depuis Orléans. Elle appartient au Groupe 1981 qui détient plusieurs autres radios locales ;
- RCF Poitou (94.7 FM) est la radio locale de la communauté chrétienne du Poitou. Elle s'appelait « RCF Accords » mais proposait un autre programme plus local que sa consœur d'Angoulême.
- Alouette (98.3 FM) est une radio régionale basée aux Herbiers, en Vendée. Sa couverture va d'une partie de la Bretagne jusqu'au Limousin.

### Cultes

#### Catholicisme
- Notre Dame d'Availles, probablement fondée au cours de l'Empire Romain, en raison de son style gothique et de ses portes romanes.
- Église de Sainte-Madeleine.

## Économie
Selon la direction régionale de l'Alimentation, de l'Agriculture et de la Forêt, il n'y avait plus que 11 exploitations agricoles en 2010 contre 16 en 2000.
Les surfaces agricoles utilisées ont, toutefois durant cette période, augmenté et sont passées de 729 hectares en 2000 à 817 hectares en 2010. Ces chiffres indiquent une concentration des terres sur un nombre plus faible d’exploitations. Cette tendance est conforme à l’évolution  constatée sur tout le département de la Vienne puisque de 2000 à 2007, chaque exploitation a gagné en moyenne 20 hectares.
67 % des surfaces agricoles sont destinées à la culture des céréales (blé tendre et maïs essentiellement mais aussi un peu d'orges), 10 % pour les oléagineux (tournesol), 4 % pour les protéagineux (pois) et 4 % reste en herbes.

## Culture locale et patrimoine

### Lieux et monuments

#### Architecture religieuse
- Église Notre-Dame d'Availles-en-Châtellerault.
- Église de Sainte-Madeleine.

##### Les Six Croix
- La Croix Blanche.
- La Croix Bussereau.
- La Croix du Carroir de la Brèche.
- La Croix des Savignés.
- La Croix Braguler.
- La Croix Fleuriau.

#### Le Pigeonnier
- Le Pigeonnier du Perron, ancienne métairie de René Descartes transformée en hôtel-restaurant de très haut gamme.

#### Les Souterrains
- Le souterrain-refuge, situé au sud d'Availles-en-Châtellerault, dans le hameau de Prinçay. C'est un souterrain qui a été aménagé en refuge sur deux étages. Il possède trois salles principales avec des banquettes, des niches à lampes et des tuyaux perforés dans la roche jusqu'à la surface du sol permettant l'aération du refuge.

#### Les Quatre Châteaux
- Le château de la Tour d'Oyré, ancienne seigneurie de la famille d'Argence dont l'élévation, la toiture, le salon et le décor intérieur sont inscrits comme Monument Historique depuis 1987.
- Le château de la Cataudière.
- Le château de la Doubtière.
- Le château du Bouchet.

#### Les Lavoirs
- Le Lavoir de la Foire aux Anes.
- Le Lavoir des Petites Rivières.
- Le Lavoir de Prinçay.

#### Monuments commémoratifs
- Monument aux morts au sein du cimetière.
- Monument aux morts devant l'église de Notre Dame d'Availles.

### Patrimoine naturel
La commune contient deux Zones Naturelles d'Intérêt Ecologique, Faunistique et Floristique (ZNIEFF) qui couvrent 2 % de la surface communale :
- Les Meulières ;
- La carrière de la Doubtière.

#### La carrière de la Doubtière
C’est une ancienne carrière souterraine située au flanc du coteau qui marque le rebord nord du plateau de Chitré. Cette carrière, la plus intéressante d’une série située sur le même coteau, est localisée dans le parc d’un château. Cette localisation lui permet de bénéficier d’une relative tranquillité. Son intérêt biologique réside dans le fait qu’elle constitue un gîte d’hibernation important pour une forte population d'espèces variées de chauves-souris. Ainsi, dix espèces ont été recensées à ce jour :
* Barbastelle d’Europe ;
* Grand Murin. C’est un des plus grands chiroptères européens. C'est la 3e plus importante population de chauve-souris du site. Pour son hibernation, le Grand Murin utilise des cavités souterraines : des grottes ou d'anciennes carrières ou des caves. Dans tous les cas, la température doit être comprise entre 7 °C et 12 °C et l'hygrométrie doit être élevée. Comme pour les autres chiroptères européens, le Grand Murin est un insectivore strict dont le régime alimentaire comprend de gros coléoptères (> 10 mm) dont beaucoup sont glanés à même le sol. Cette espèce a subi une forte régression dans le Nord de l’Europe. Ainsi, elle est éteinte en Angleterre et aux Pays-Bas. Toutefois, en France, un recensement effectué en 1995 a pu comptabiliser 13 000 individus répartis dans 681 gîtes d’hibernation. Les principales menaces qui pèsent sur le Grand Murin concernent à la fois ses gîtes d’hibernation et d’estivage ainsi que ses territoires de chasse. En effet, la reconversion des milieux autrefois naturels ou semi-naturels riches en proies, en cultures intensives ainsi que les épandages d’insecticides constituent les facteurs essentiels de dégradation des lieux fréquentés par le Grand Murin. La protection réglementaire ou physique des gîtes, notamment par la pose de grilles, et le retour à des pratiques agricoles moins intensives et moins consommatrices de pesticides seraient les mesures les plus favorables au rétablissement des populations de cette espèce en déclin.
* Grand Rhinolophe. Avec un effectif hivernant de 70 individus, le Grand Rhinolophe est la chauve-souris la plus importante du site. Cette espèce, le plus grand des rhinolophes européens avec son envergure atteignant 40 cm, utilise comme gîtes d’hibernation des cavités naturelles ou artificielles, souvent souterraines, aux caractéristiques bien définies. Il faut: une obscurité totale, une température comprise entre 5 °C et 12 °C, une hygrométrie supérieure à 96 %, une ventilation légère et surtout une tranquillité maximale car l’espèce est très sensible aux dérangements. En Europe, l’espèce est en net déclin. En France un recensement mené en 1997 comptabilisait 25 000 individus répartis dans 1 200 gîtes d’hibernation dont 50 % pour les régions Bretagne, Pays de Loire et Poitou-Charentes.
* Murin à moustaches.
* Murin à oreilles échancrées.
* Murin de Bechstein.
* Murin de Daubenton.
* Murin de Natterer.
* Oreillard roux.
* Petit rhinolophe.

#### Arbres remarquables
Selon l'Inventaire des arbres remarquables de Poitou-Charentes, il y a un arbre remarquable sur la commune qui est un poirier sauvage.

### Établissements culturels
- Salle René Descartes.
- Médiathèque Paul Emile Victor.

### Personnalités liées à la commune
- Mathieu-Nicolas Brafault, administrateur et homme politique, député du département de la Vienne pendant les Cent-jours, y est décédé en 1828.
- René Descartes, qui posséda pendant une partie de sa vie Le Perron.
- Jean de la Fontaine, y passa brièvement en 1663 pour se rendre à Poitiers.
- Joseph François Dupleix, gouverneur général de la Compagnie des Indes, qui y fit construire la partie centrale du château de la Doubtière.
- Cora Millet-Robinet, également surnommé la Dame de la Cataudière, vécut plus de 25 ans à Availles, dans le château de la Cataudière dont elle était la propriétaire.